# Luigi Gallina
Luigi Gallina (1911) è stato un hockeista su pista e allenatore di hockey su pista italiano, talvolta menzionato come Gino Gallina.

## Biografia
Luigi Gallina fu uno dei 15 fondatori e giocatore dell'Hockey Novara. Partecipò a fasi alterne ai primi successi pionieristici del club formando assieme ai vari Grassi, Ciocala, Concia, Drisaldi, Cestagalli, Zavattaro il primo squadrone che vinse sei scudetti negli anni trenta. In seguito giocò nel Dopolavoro Ferroviario Trieste. Nel 1935 debuttò con la maglia della Nazionale italiana 'B'. Successivamente, dopo essersi ritirato dall'attività agonistica, intraprese la carriera da allenatore. Allenò, tra le varie squadre, l'Edera Trieste vincendo lo scudetto del 1948. Successivamente lasciò i triestini perché chiamato a guidare assieme all'allora CT Marono Vici la Nazionale italiana durante i vittoriosi mondiali di Ginevra 1953.

## Palmarès

### Competizioni nazionali
- Campionato italiano: 5 titoli[4]

Hockey Novara: 1930 - 1931 - 1932 - 1934
Edera Trieste: 1948

### Nazionale
- Campionato mondiale maschile di hockey su pista Ginevra 1953

### Libri
- Gianfranco Capra, Quaderni novaresi. Lino Grassi la storia dell'hockey, Novara, Zen iniziative, 2008.
- Gianfranco Capra Mario Scendrate, Hockey su pista in Italia e nel mondo, Novara, S.E.N., 1984.
- Fernando Castro, Campeonatos do mundo de hóquei em patins: contributos para a sua história, Despertar Memórias, agosto 2011.ISBN 978-989-20-2611-4

### Pubblicazioni
- Gianfranco Capra Mario Scendrate, Hockey Novara. Tutti i nazionali, in Enciclopedia dello sport di Novara e VCO, supplemento al periodico "Tribuna Sportiva", 25 ottobre 1993, n. 66, Novara, 1993.